# Auguste Penjon
Auguste Penjon (* 21. Januar 1843 in Valence; † 23. August 1919 in Douai, Département Nord) war ein französischer Philosophiehistoriker.
Penjon war von 1881 bis 1913 Professor für Philosophie in Douai. 1899 wurde er korrespondierendes Mitglied der Académie des sciences morales et politiques. Er entwickelte eine eigene Theorie über den Ursprung des Lachens. Sie erschien zuerst 1893 in der Revue Philosophique unter dem Titel Le rire et la liberté („Das Lachen und die Freiheit“).